# 基靈級驅逐艦
基靈級驅逐艦（英語：Gearing-class destroyer）是美國海軍二次世界大戰中及戰後短期間建造的98艘驅逐艦的分級。此級修正了前級的若干缺點，加長了約4.3米的長度，增加燃料儲存以及操作空間，提高續航力及略為提升一點速度。
第一艘基靈級服役時已經是1945年中，因此沒能來得及參加主要戰役，但是因為艦體較大，擴充性比以前的船好，因此服役期比較長，一直到1970年代才陸續退役。退役後還轉賣給盟國海軍繼續服役，其中有許多賣給中華民國成為後期陽字號的主力。墨西哥海軍有一艘內薩瓦爾科約特爾號服役至2014年。
本級有多艘保存為紀念艦，包括在台灣台南安平的德陽艦（原DD-837 薩斯菲號）。

## 背景及設計
艾倫·M·桑拿級驅逐艦強化了佛萊契爾級的許多性能，卻也降低了航程，為了改進這個缺點，在船中間加長了14英呎，以存放更多燃油，這在太平洋戰場是很重要的。後來這個加長產生了意料之外的好處，因為空間比較大，後來進行 FRAM 修改時比桑拿級順利很多。

## 武裝及性能
此級完成時，武裝和是一樣的，具有3座雙聯裝5吋砲砲塔，前二後一。船中央煙囪間以及後側裝有兩座五聯裝魚雷發射管。就役後因為海上艦艇間戰鬥的可能性大減，因此後魚雷管就紛紛拆除改裝40mm防空機砲，其中26艘完成時乾脆就不裝魚雷管了，改加裝警戒雷達，在1948年歸類為 DDR（雷達警戒驅逐艦）
1946-1959 年間，防空和反潛武裝獲得了升級。40mm以及20mm機砲改成3吋50倍徑火炮，並廢除深水炸彈投射軌，改裝刺蝟砲。
1950-1960年代，有78艘進行了艦隊復原及現代化改裝（FRAM I），改裝為反潛用。這次改裝重構了上部結構，並更換了電戰系統，雷達，聲納和武器系統。廢除了第2座主砲以及防空用3吋砲，加裝2座三聯裝Mk 32反潛魚雷管，ASROC反潛火箭以及QH-50C DASH反潛直昇機。
另外有16艘進行了 FRAM II 改造，這部份改造較小，保存了主砲，也沒有ASROC.

## 同級艦
由於數量眾多，僅提及部分舰艇：
- DD-710 基靈號（英语：USS Gearing (DD-710)）
- DD-712 蓋雅提號（英语：USS Gyatt (DD-712)）（戰後改裝成為美國第一艘導彈驅逐艦，舷號為DDG-1）
- DD-742 法蘭克·諾克斯號（英语：USS Frank Knox (DD-742)）
- DD-837 薩斯菲號（1977年售予中華民國海軍，更名為德陽號，服役至2005年，後來轉作軍事博物館，於2011年改裝完畢後停泊在安平定情碼頭德陽艦園區開放參觀至今）
- DD-839 鮑威號（1977年售予中華民國海軍，更名為瀋陽號，服役至2005年）